# Acrotrichis volans
Acrotrichis volans är en skalbaggsart som först beskrevs av Victor Ivanovitsch Motschulsky 1845.  Acrotrichis volans ingår i släktet Acrotrichis, och familjen fjädervingar. Arten är reproducerande i Sverige.